# Кая (эсминец, 1944)
Кая (яп. 榧, «Торрея») — японский эскадренный миноносец времён Второй Мировой войны типа «Мацу».

## Строительство
Корпус корабля был заложен 10 апреля 1944 года на стапеле Морского арсенала в Майдзуру под заводским номером 5492. Спущен на воду 30 июля 1944 года, вступил в строй 30 сентября того же года.

## История службы
После вступления в строй «Кая» был зачислен в состав 11-й эскадры. В период с 25 октября по 18 ноября он сопровождал конвои по маршруту Сасэбо–Тайвань–Курэ. 25 ноября его включили в состав 43-го дивизиона эсминцев, и с этого числа по 11 декабря эскортировал суда из Модзи в Манилу с заходом на Тайвань. 1-16 декабря он перешёл из Манилы в Камрань.
Утром 24 декабря «Кая» вместе с эскадрой контр-адмирала Кимура (тяжёлый крейсер «Асигара», лёгкий крейсер «Оёдо» и ещё 5 эскадренных миноносцев) вышел из Камрани, направляясь к Филиппинам для бомбардировки американской базы в Сан-Хосе. Организационно он вместе с однотипными «Каси» и «Суги» из 52-го дивизиона входил во второй отряд соединения. Благодаря плохой погоде японские корабли благополучно пересекли Южно-Китайское море, но тем не менее в 16-00 26 декабря были обнаружены базирующимся на Лейте «Либерейтором» и с 20-40 оказались под почти непрерывными атаками американской авиации. В этих условиях «Кая» в 21-20 заявил о сбитии B-24, а в 21-30 протаранен подбитым «Лайтнингом», снёсшим ему грот-мачту. После того, как около 22-00 была отбита атака торпедных катеров, в 22-45 второй отряд начал обстрел аэродрома Сан-Хосе, но серьёзного ущерба нанести не смог. В 23-03 японские корабли обнаружили группу американских транспортов и выпустили по ним 8 торпед (в т.ч. две из них «Кая»), из которых попала только одна и при этом не взорвалась, только судно «Джеймс Х. Бристед» загорелось в результате попадания снарядов и было оставлено. Вскоре после полуночи в результате атаки торпедного катера японцы потеряли эсминец «Киёсимо», ранее тяжело повреждённый двумя бомбовыми попаданиями, и соединение взяло обратный курс.
Второй отряд вернулся в Камрань в 11-35 29 декабря, подобрав по пути 25 человек с корабля снабжения «Нодзаки», торпедированного американской подводной лодкой. Итогом боя для «Кая» стали 4 убитых и 17 раненых членов экипажа, а также сравнительно небольшие повреждения, сводящиеся по сути к последствиям тарана истребителем.
1-7 января 1945 года эсминец перешёл в Такао, а 13-го прибыл в Майдзуру и встал там на ремонт. До конца войны Внутреннее море он более уже не покидал.
6 апреля «Кая» вместе с «Маки» сопровождал соединение «Ямато» в его последнем походе из Токуяма до выхода из Внутреннего моря (пролива Бунго). В мае-июне его переделали в носитель пилотируемых торпед «Кайтэн».
После капитуляции Японии «Кая» был исключён из списков флота 5 октября 1945 года, разоружён, и до 1947 занимался перевозкой репатриантов.
При разделе бывшего японского флота эсминец оказался среди предназначавшихся СССР кораблей, и 5 июля 1947 года в Находке был передан советским морякам. 22 июля ему было присвоено название «Волевой». Рассматривался проект полноценного восстановления эсминца (с установкой 3×1 100-мм установок Б-34, 3×2 37-мм В-11, строенного 533-мм ТА, одного реактивного бомбомёта МБМ-24 и двух обычных БМБ-1, скорость хода должна была составить 28 узлов, а экипаж 214 человек), но за отсутствием финансирования и соответствующих судоремонтных мощностей на Дальнем Востоке весной 1949 года было решено переоборудовать все 4 корабля типа «Мацу»/«Татибана» в корабли-цели, и 17 июня того же года «Волевой» стал «ЦЛ-23». Работы по его переоборудованию велись на заводе № 199 в 1951-1954 годах, при нём корабль получил советское радио- и штурманское оборудование и РЛС обнаружения надводных целей «Нептун».
Как «ЦЛ-23» корабль использовался в качестве учебной цели для 40-й дивизии подводных лодок, но и эта его карьера не была долгой—10 июня 1958 года бывший японский эсминец стал боном-отопителем «ОТ-61», а 1 августа следующего года он был исключён из списков и сдан на слом.

## Командиры
18.9.1944 — 25.4.1945 капитан 3 ранга (сёса) Горо Ивабути (яп. 岩淵悟郎);
25.4.1945 — 5.10.1945 капитан 3 ранга (сёса) Ёсихиса Моримото (яп. 諸石高).